# Schizzechea with Love
Schizzechea with Love è il nono album in studio del cantautore italiano Pino Daniele, pubblicato nel 1988.

## Il disco
Come i precedenti album di Daniele, anche questo è stato registrato presso i Bagaria Studios di Formia, di proprietà del musicista. Il missaggio si è tenuto agli Advision Studios di Londra. Le foto del cantautore presenti in copertina e all'interno sono state realizzate da Guido Harari.
Sul retro copertina del disco sono riportati i soli nomi dei musicisti che vi hanno preso parte, senza specificazioni ulteriori a strumenti o brani; vi sono inoltre due errori: il nome del bassista camerunese Vicky Edimo è riportato Viki Edimo, mentre il tastierista e sassofonista irlandese Kevin McAlea è accreditato come McAiea.
Jesce juorno è la colonna sonora dei titoli di testa e di coda del film Se lo scopre Gargiulo.

## Tracce
Testi e musiche di Pino Daniele.
Lato A
1. Gesù Gesù – 3:42
2. Tell Me Now – 4:46
3. Schizzechea – 4:02
4. Cumbà – 4:30
5. Jesce juorno – 4:26

Lato B
1. Tra la pazzia e il blues – 5:03
2. Canzone nova – 3:57
3. Cry – 4:44
4. Me so' mbriacato 'e te forever – 4:27
5. Al Capone – 3:46

## Formazione
- Pino Daniele – voce, chitarra, basso
- Jeremy Meek – basso
- Vicky Edimo – basso
- Charlie Intrieri – pianoforte
- Danilo Rea – tastiera
- Bruno Illiano – pianoforte, tastiera
- Agostino Marangolo – batteria
- Steve Gadd – batteria
- Danny Cummings – batteria, percussioni
- Linda Wesley – cori
- Romano Bais – sax, flauto
- Chris White – sax, flauto
- Kevin McAlea – sax, tastiera

## Classifiche

### Classifiche settimanali
| Classifica (1988) | Posizione massima |
| ----------------- | ----------------- |
| Italia            | 7                 |

### Classifiche di fine anno
| Classifica (1988) | Posizione |
| ----------------- | --------- |
| Italia            | 41        |